# Real Escuadrón de Yates

Los socios del club tienen el privilegio de poder arbolar como pabellón nacional el pabellón de guerra británico.

El Real Escuadrón de Yates, Royal Yacht Squadron (RYS) en idioma inglés, es un club náutico privado cuyo domicilio social está situado en el castillo de Cowes, en Cowes (Isla de Wight), Inglaterra. Es el club náutico de mayor prestigio del Reino Unido. 

## Historia
Fue fundado el 1 de junio de 1815 como Club de Yates en la Taverna de Thatched House del barrio de St James's. Para ser aceptado como socio se requería poseer una embarcación de al menos 10 toneladas, lo que restringía mucho el acceso. En la actualidad la restricción se limita a estar "activamente vinculado a la náutica".
El primer presidente del club, Charles Anderson-Pelham (conde de Yarborough), aceptó como socio al Príncipe Regente en 1817. Éste, al ser nombrado Rey Jorge IV en 1820, aceptó la presidencia de honor del club, dándole el título de Real, pasando la denominación del club a Real Club de Yates. En 1833 el Rey Guillermo IV ordena un nuevo cambio de denominación, al actual, Real Escuadrón de Yates. Su relación con la Marina Real Británica se forjó muy pronto, debido a que los avances técnicos y estéticos en las embarcaciones de los socios del club interesaron a la Marina Real, que los consideró de utilidad para su propio desarrollo. Por ello, el Almirantazgo Británico autorizó en 1829 el privilegio de que los socios armadores del club arbolasen como pabellón nacional el Pabellón Blanco del Reino Unido de Gran Bretaña.